# Cyathochromis
Cyathochromis is een monotypisch geslacht van straalvinnige vissen uit de familie van de cichliden (Cichlidae).

## Soort
- Cyathochromis obliquidens Trewavas, 1935